# Nubahaeraka
Nubahaeraka is een bestuurslaag in het regentschap Lembata van de provincie Oost-Nusa Tenggara, Indonesië. Nubahaeraka telt 338 inwoners (volkstelling 2010).